# .mw
.mw je vrhovna internetska domena (country code top-level domain - ccTLD) za Malavi. Domenom upravlja Malawi Sustainable Development Network Programme.

## Vanjske poveznice
- IANA .mw whois informacija  Arhivirana inačica izvorne stranice od 19. travnja 2006. (Wayback Machine)